# Saudi Vision 2030
Saudi Vision 2030 (kurz Vision 2030) ist ein Regierungsprogramm von Saudi-Arabien. Es wurde am 25. April 2016 von Prinz Mohammed bin Salman Al Saud, damals noch stellvertretender Kronprinz von Saudi-Arabien und Chairman des Board of Economic and Development Affairs, vorgestellt.

## Beschreibung
Die Vision 2030 ist eine bedeutende Zielvorgabe für die wirtschaftliche und gesellschaftliche Entwicklung Saudi-Arabiens bis zum Jahr 2030. Daneben besteht der National Transformation Plan (NTP), der als Blaupause einen konkreteren Umsetzungsrahmen und Ziele für alle Ministerien definiert und als solches im Nachhinein an die Vision 2030 angepasst wurde. Im Fokus der Vision 2030 steht der Privatsektor, dessen Beitrag zum BIP von aktuell 40 % auf 60 % gesteigert werden soll. Im Juni 2018 wurde Frauen das Autofahren erlaubt. Vor allem kleine und mittlere Unternehmen (KMU) sollen gefördert werden, um ihren Anteil am BIP von 20 % auf 35 % zu erhöhen. Außerdem soll die Arbeitsmarktpartizipation von Frauen von 22 % auf 30 % wachsen. Der Plan sieht ebenfalls vor, ausländische Direktinvestitionen in Saudi-Arabien von 3,8 % auf 5,7 % (gemessen am BIP) zu erhöhen. Der Anteil von Nicht-Öl-Exporten soll bis auf 50 % des BIP steigen. Das wäre eine Steigerung auf mehr als das Dreifache des Ausgangswerts.
Der Börsengang von Saudi Aramco 2019 steht in direktem Bezug zur Privatisierungsinitiative der Vision 2030. Das Unternehmen wurde auf 1,7 Bio. USD bewertet und stieg kurz darauf auf einen Marktwert von 2 Billionen USD.
Insgesamt ist durch das Listing ein Rekordbetrag von 29,4 Mrd. USD erzielt worden. Die Einnahmen durch den Börsengang sind in den Public Investment Fund (PIF) übergegangen, der das Investmentvehikel hinter Vision 2030 darstellt.
Eine weitere entscheidende Entwicklung stellte die Einführung einer Mehrwertsteuer (MwSt.) von 5 % am 1. Januar 2018 dar. Trotz einer Steuerbefreiung für ausgewählte Güter und Dienstleistungen – inklusive eines Energiekostenausgleichs für ca. 48 % der Bürger – zeigte die Steuer einen erheblichen Einfluss auf Unternehmen. Aufgrund der Einführung der Mehrwertsteuer hat Saudi-Arabien 2019 Mehreinnahmen in Höhe von 155 Mrd. Saudi-Riyal (SAR) erzielen können. Für 2021 werden Mehreinnahmen in Höhe von 209 Mrd. SAR prognostiziert. Seit 2019 kostet zum Beispiel ein Liter Benzin umgerechnet 0,52 EUR, was einer Steigerung von über 80 % gegenüber dem Preis von 2017 entspricht. Vor dem Hintergrund gesunkener Staatseinnahmen war die Einführung der Mehrwertsteuer ein Schritt in Richtung fiskalischer Stabilität.
Ein wichtiger Teil der Vision 2030 stellt die Förderung des Tourismus dar. Am 27. September 2019 wurde angekündigt, dass nun e-Visa erhältlich seien. Diese kosten 117 USD und gelten nur für Länder einer Positivliste von aktuell ca. 49 Staaten, könnten in Zukunft aber auch für Reisende gelten, die gültige Visa für europäische und nordamerikanische Länder vorzeigen können. Deutschland steht seit Einführung des e-Visums auf der Positivliste. In den ersten 10 Tagen seit Einführung dieser Visa sind 24.000 Touristen in das Königreich gereist. Bis 2030 soll der Tourismus 10 % des BIP von Saudi-Arabien ausmachen. Mit der Vision 2030 versucht Saudi-Arabien, seine hohe Abhängigkeit vom Rohölsektor und die Schwankungen im Haushalt aufgrund von Rohölmarktschwankungen zu reduzieren, indem es – über fiskale Reformen hinaus – plant, seine Wirtschaft langfristig zu diversifizieren.

## Projekte

### Neom
Neom ist ein im Bau befindliches Siedlungsprojekt auf einer Fläche von 26.500 km² im Nordwesten des Landes.

#### The Line
The Line ist ein im Bau befindliches Bandstadt-Gebäude in Neom, das ohne Autos, Straßen und Kohlendioxidemissionen auskommen soll. The Line soll 170 Kilometer lang werden und 500 Meter hoch sein, wobei später Zweifel an der geplanten Länge aufkamen.

#### Trojena
Trojena ist ein im Bau befindliches Skigebiet und Touristenressort in Neom, Provinz Tabuk.

#### Sindalah
Sindalah ist eine im Bau befindliche Luxusinsel in Neom, Provinz Tabuk.

#### Oxagon
Oxagon ist eine geplante schwimmende Industriestadt in Neom, Provinz Tabuk.

### Red Sea Project
Aufbau von Resorts zur Förderung des Tourismus am Roten Meer auf einer Fläche von knapp 28.000 km². Nach seiner Fertigstellung im Jahr 2030 soll der Komplex über 50 Hotels mit 8.000 Zimmern und mehr als 1.000 Wohneinheiten auf 22 Inseln und sechs Standorten im Landesinneren verfügen.

### King Salman Park
Aufbau eines Stadtparks mit grünem Wohnviertel in Riad. 

### Qiddiya
Qiddiya ist ein geplanter Tourismus- und Unterhaltungskomplex in Riad, zu der u. a. eine Formel-1-Rennstrecke und Freizeitparks gehören.

### Expo 2030
Die Expo 2030 soll in Riad stattfinden. 

### New Murabba
New Murabba ist ein geplantes neues Stadtviertel in Riad, für dessen Errichtung 50 Milliarden US-Dollar aufgewendet werden sollen. Teil des Projekts ist Mukaab, ein 400 Meter hoher würfelförmiger Wolkenkratzer. Die Errichtung ist bis 2030 geplant.

### Roshn
Roshn ist ein Wohnungsbauprojekt, mit dem über 400.000 neue Wohnungen, 1000 Kindergärten und 600 Moscheen errichtet werden sollen.

### Masar Destination
Masar Destination ist ein Stadtentwicklungsprojekt in Mekka, das die Kapazität der Stadt Pilger zu beherbergen bis 2030 auf knapp 30 Millionen erhöhen soll. Die Kosten werden auf knapp 27 Milliarden US-Dollar geschätzt.

### Jeddah Central
Umbau und Modernisierung der Stadt Dschidda, die knapp 20 Milliarden US-Dollar kosten soll.

### Al-Ula Vision
Errichtung eines Naturschutzgebietes auf einer Fläche von knapp 20.000 km² bei Al-ʿUla.

### Ausbau erneuerbarer Energien
Bis 2060 plant Saudi-Arabien klimaneutral zu werden und dafür in über 80 Projekten knapp 188 Mrd. Dollar zu investieren. Bis 2030 soll eine Kapazität von 100 bis 130 GW zur Erzeugung erneuerbarer Energie erreicht werden.